# Young Scooter
Young Scooter, születési nevén Kenneth Edward Bailey (Walterboro, Dél-Karolina, 1986. március 28. – 2025. március 28.) amerikai rapper.

## Pályafutása
Karrierje 2010-ben indult, azóta számos más rapperrel (Gucci Mane, Future, Waka Flocka Flame, Chief Keef) dolgozott együtt, valamint a GTA V videójátékban is helyet kapott Trinidad Jamesszel közös dala, az I Can't Wait.
2013-ban a legjobb 40 hiphopalbum közé került. Zenei stílusa saját bevallása alapján komplex.